# Soquete T

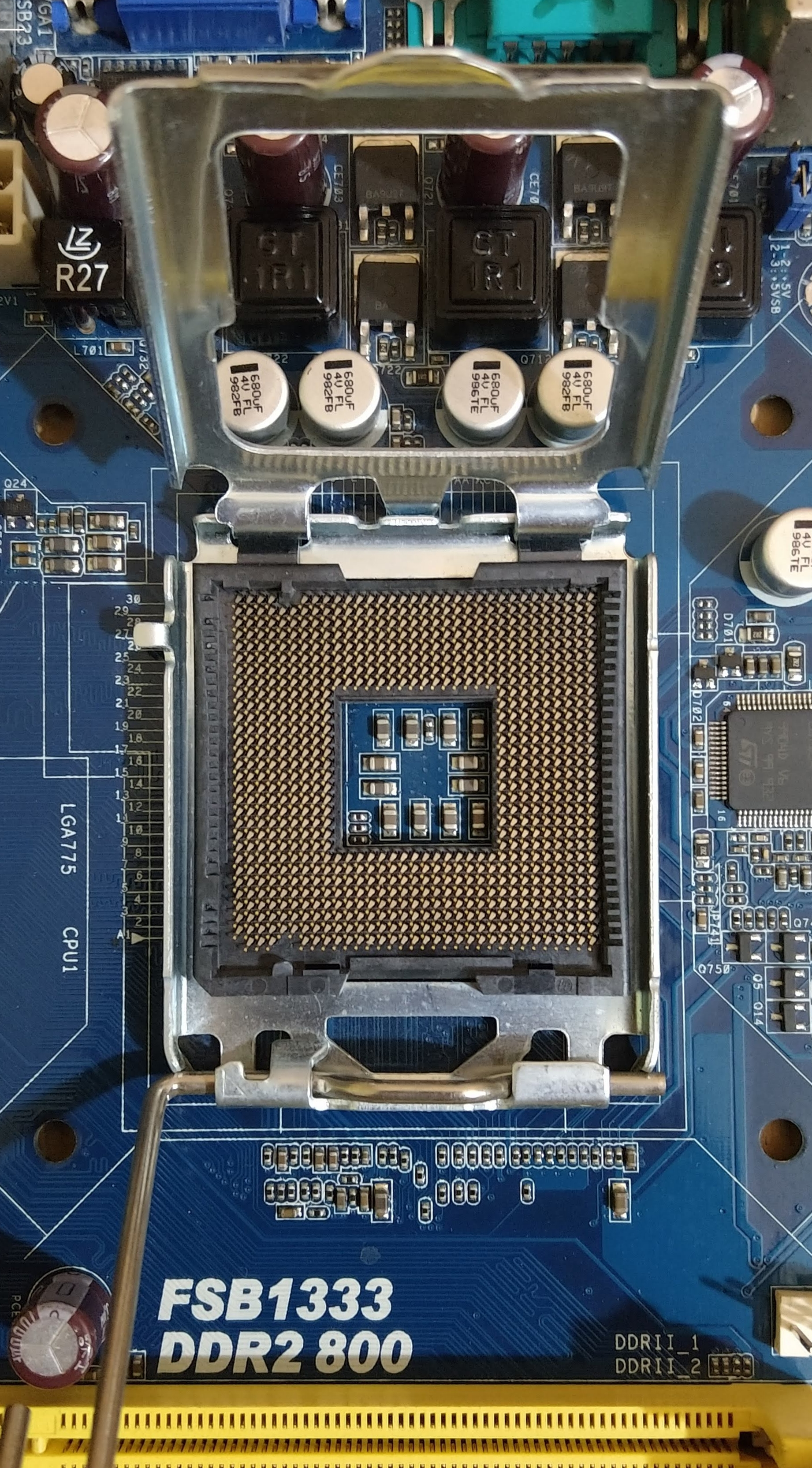
O Soquete T

O Soquete T, mais conhecido como LGA775 ou Soquete 775, era um soquete da Intel utilizado no Pentium 4, Pentium D, Celeron e Celeron D e também nos Core 2 Duo, Core 2 Quad e Pentium Dual-Core. Veio para substituir o Soquete 478, que agora utiliza o padrão LGA, que em vez dos pinos estarem no processador, eles estão na placa-mãe que tocam em contatos no processador.

## Características do padrão e do soquete
O Soquete T começou com os Pentium 4 "Prescott" que tinham também modelos para Soquete 478, o grande aumento de pinos era para suportar novos processadores depois do Pentium 4 pela grande demanda de energia: O Pentium D e o Core 2 Duo.
Este soquete não traz nenhum benefício em desempenho pela troca de padrão de soquete, o que acontece é que com esse soquete, o risco de pinos do processador entortarem não existe mais, o grande problema é que os pinos que estão agora na placa-mãe podem sim entortar. Segundo a Intel apenas 20 operações de inserção/retirada podem ser feitos sem que o soquete estrague, pois os pinos são muito mais frágeis. O soquete tem uma armadura de metal para proteger o processador contra a pressão exercida pelo cooler.

## Modelos de processadores Soquete T (Pentium Extreme Edition e Celeron não incluídos)
- Soquetes

### Pentium 4 "Prescott" FSB 133 MHz
- Pentium 4 505(J) e 506: 2,10 GHz
- Pentium 4 511: 2,80 GHz
- Pentium 4 515(J), 516 e 517: 2,93 GHz
- Pentium 4 519(F) e 524: 3,06 mHz

### Pentium 4 "Prescott" FSB 200 MHz
- Pentium 4 520(J) e 521: 2,80 GHz
- Pentium 4 530(J) e 531: 3,00 GHz
- Pentium 4 540(J)(F)e 541: 3,20 GHz
- Pentium 4 550(J)(F) e 551: 3,40 GHz
- Pentium 4 560(J)(F) e 561: 3,60 GHz
- Pentium 4 570(J) e 571: 3,80 GHz

### Pentium 4 "Prescott" exclusivo Soquete T
- Pentium 4 620: 2,8 GHz
- Pentium 4 630: 3,0 GHz
- Pentium 4 640: 3,2 GHz
- Pentium 4 650: 3,4 GHz
- Pentium 4 660: 3,6 GHz
- Pentium 4 662: 3,6 GHz
- Pentium 4 670: 3,8 GHz
- Pentium 4 672: 3,8 GHz

### Pentium 4 "Cedar Mill"
(Todos modelos de Pentium 4 núcleo "Cedar Mill" utilizam Soquete T)
- Pentium 4 631: 3,0 GHz
- Pentium 4 641: 3,2 GHz
- Pentium 4 651: 3,4 GHz
- Pentium 4 661: 3,6 GHz
- Pentium 4 671: 3,8 GHZ

### Pentium D
(Todos os Modelos de Pentium D Utilizam o Soquete T)
| Processador | Modelo | Freqüência do Núcleo | Quantidade de Núcleos   |
| ----------- | ------ | -------------------- | ----------------------- |
| Pentium     | D805   | 2,66 GHz             | 2 Núcleos (Dual - Core) |
| Pentium     | D820   | 2,80 GHz             | 2 Núcleos (Dual - Core) |
| Pentium     | D830   | 3,00 GHz             | 2 Núcleos (Dual - Core) |
| Pentium     | D840   | 3,20 GHz             | 2 Núcleos (Dual - Core) |
| Pentium     | D915   | 2,80 GHz             | 2 Núcleos (Dual - Core) |
| Pentium     | D920   | 2,80 GHz             | 2 Núcleos (Dual - Core) |
| Pentium     | D925   | 3,00 GHz             | 2 Núcleos (Dual - Core) |
| Pentium     | D930   | 3,00 GHz             | 2 Núcleos (Dual - Core) |
| Pentium     | D935   | 3,20 GHz             | 2 Núcleos (Dual - Core) |
| Pentium     | D940   | 3,20 GHz             | 2 Núcleos (Dual - Core) |
| Pentium     | D945   | 3,40 GHz             | 2 Núcleos (Dual - Core) |
| Pentium     | D950   | 3,40 GHz             | 2 Núcleos (Dual - Core) |
| Pentium     | D960   | 3,60 GHz             | 2 Núcleos (Dual - Core) |

### Linha Core 2 - Incluindo Core 2 Duo, Core 2 Quad e Core 2 Extreme.

#### Linha Core 2 - Incluindo Core 2 Duo, Core 2 Quad e Core 2 Extreme.
Atenção: a Linha Core 2 Duo Tem 2 Núcleos, a Core 2 Quad tem 4 Núcleos e a Core 2 Extreme varia de 2 a 4 Núcleos.
Observação: A lista pode estar incompleta.
| Processador    | Modelo | Freqüência do Núcleo | quantidade de Núcleos   |
| -------------- | ------ | -------------------- | ----------------------- |
| Core 2 Duo     | E4300  | 1,80 GHz             | 2 Núcleos (Dual - Core) |
| Core 2 Duo     | E4400  | 2,00 GHz             | 2 Núcleos (Dual - Core) |
| Core 2 Duo     | E4500  | 2,20 GHz             | 2 Núcleos (Dual - Core) |
| Core 2 Duo     | E5800  | 3,20 GHz             | 2 Núcleos (Dual - Core) |
| Core 2 Duo     | E6300  | 1,86 GHz             | 2 Núcleos (Dual - Core) |
| Core 2 Duo     | E6320  | 1,86 GHz             | 2 Núcleos (Dual - Core) |
| Core 2 Duo     | E6400  | 2,13 GHz             | 2 Núcleos (Dual - Core) |
| Core 2 Duo     | E6420  | 2,13 GHz             | 2 Núcleos (Dual - Core) |
| Core 2 Duo     | E6550  | 2,33 GHz             | 2 Núcleos (Dual - Core) |
| Core 2 Duo     | E6600  | 2,40 GHz             | 2 Núcleos (Dual - Core) |
| Core 2 Duo     | E6700  | 2,66 GHz             | 2 Núcleos (Dual - Core) |
| Core 2 Duo     | E6750  | 2,66 GHz             | 2 Núcleos (Dual - Core) |
| Core 2 Duo     | E6850  | 3,00 GHz             | 2 Núcleos (Dual - Core) |
| Core 2 Duo     | E7500  | 2,93 GHz             | 2 Núcleos (Dual - Core) |
| Core 2 Duo     | E8400  | 3,00 GHz             | 2 Núcleos (Dual - Core) |
|                |        |                      |                         |
| Core 2 Quad    | Q6600  | 2,40 GHz             | 4 Núcleos (Quad - Core) |
| Core 2 Quad    | Q6700  | 2,66 GHz             | 4 Núcleos (Quad - Core) |
| Core 2 Quad    | Q8200  | 2,33 GHz             | 4 Núcleos (Quad - Core) |
| Core 2 Quad    | Q8200S | 2,33 GHz             | 4 Núcleos (Quad - Core) |
| Core 2 Quad    | Q8300  | 2,5 GHz              | 4 Núcleos (Quad - Core) |
| Core 2 Quad    | Q8400  | 2,66 GHz             | 4 Núcleos (Quad - Core) |
| Core 2 Quad    | Q8400S | 2,66 GHz             | 4 Núcleos (Quad - Core) |
| Core 2 Quad    | Q9400  | 2,66 GHz             | 4 Núcleos (Quad - Core) |
| Core 2 Quad    | Q9550  | 2,83 GHz             | 4 Núcleos (Quad - Core) |
| Core 2 Quad    | Q9650  | 3,00 GHz             | 4 Núcleos (Quad - Core) |
|                |        |                      |                         |
| Core 2 Extreme | X6800  | 2,93 GHz             | 2 Núcleos (Dual - Core) |
| Core 2 Extreme | X7800  | 2,60 GHz             | 2 Núcleos (Dual - Core) |
| Core 2 Extreme | X7900  | 2,80 GHz             | 2 Núcleos (Dual - Core) |
| Core 2 Extreme | QX6700 | 2,66 GHz             | 4 Núcleos (Quad - Core) |
| Core 2 Extreme | QX6800 | 2,93 GHz             | 4 Núcleos (Quad - Core) |
| Core 2 Extreme | QX6850 | 2,99 GHz             | 4 Núcleos (Quad - Core) |
| Core 2 Extreme | QX9650 | 3,00 GHz             | 4 Núcleos (Quad - Core) |
| Core 2 Extreme | QX9770 | 3,20 GHz             | 4 Núcleos (Quad - Core) |
| Core 2 Extreme | QX9775 | 3,20 GHz             | 4 Núcleos (Quad - Core) |